# Jenny
Jenny   (Mieres, 1984) és el nom artístic de Jennifer Serrano, una cantant nascuda a Astúries que va representar Andorra al Festival d'Eurovisió de 2006. Va ser la tercera representant d'Andorra a Eurovisió després de Marta Roure (2004) i Marian van de Wal (2005).
Estudià música a Barcelona. El 2004 es va traslladar a Andorra a treballar de camarera a Escaldes-Engordany. Va representar Andorra al Festival d'Eurovisió de 2006 a Atenes amb la cançó Sense tu, escrita per Rafael Artesero i adaptada per Joan Antoni Rechi. Va ser la primera vegada que cantava de forma professional. No va aconseguir prou punts per a passar de la semifinal i, per tant, Andorra no va ser un dels participants a la final.